# 卢卡斯·科维
卢卡斯·科维（Lucas Corvée，1993年6月9日—），法國男子羽毛球運動員。

## 簡歷
2012年12月，卢卡斯·科维以外圍球手身分出戰愛爾蘭羽毛球國際賽，並打進男子單打決賽，最後以0比2（19-21、18-21）不敵愛爾蘭的斯科特·埃文斯，屈居亞軍。
2013年7月，卢卡斯·科维代表法國（巴黎第十二大學）出戰俄羅斯喀山舉行的世界大學生運動會羽毛球比賽混合團體、男子單打及男子雙打項目。
2017年8月，科维參加蘇格蘭格拉斯哥舉行的世界羽毛球錦標賽，出戰男子單打項目。他在首圈以2-1擊敗中華台北選手林祐賢晉級，但在第二圈就以0比2（9-21、17-21）不敵8號種子、印度的斯里坎特·基达姆比出局。

## 主要比賽成績
只列出曾進入準決賽的國際賽事成績：
| 年份   | 賽事                       | 公開賽級別 | 項目     | 拍檔              | 成績   |
| ------ | -------------------------- | ---------- | -------- | ----------------- | ------ |
| 2011年 | 愛沙尼亞羽毛球國際賽       | 國際系列賽 | 男子雙打 | 乔里斯·格罗斯让   | 亞軍   |
| 2011年 | 歐洲青年羽毛球錦標賽       | 其他       | 男子雙打 | 乔里斯·格罗斯让   | 準決賽 |
| 2012年 | 保加利亞羽毛球公開賽       | 國際系列賽 | 男子雙打 | 马林·鲍曼         | 亞軍   |
| 2012年 | 愛爾蘭羽毛球國際賽         | 國際系列賽 | 男子單打 | －                | 亞軍   |
| 2013年 | 羅馬尼亞羽毛球國際賽       | 國際系列賽 | 男子單打 | －                | 亞軍   |
| 2013年 | 大溪地羽毛球國際挑戰賽     | 國際挑戰賽 | 男子單打 | －                | 準決賽 |
| 2013年 | 大溪地羽毛球國際挑戰賽     | 國際挑戰賽 | 男子雙打 | 布里斯·利弗德斯   | 準決賽 |
| 2013年 | 斯洛文尼亞羽毛球國際賽     | 國際系列賽 | 男子單打 | －                | 亞軍   |
| 2013年 | 捷克羽毛球國際賽           | 國際挑戰賽 | 男子單打 | －                | 準決賽 |
| 2013年 | 瑞士羽毛球國際賽           | 國際挑戰賽 | 男子雙打 | 布里斯·利弗德斯   | 亞軍   |
| 2013年 | 波多黎各羽毛球國際挑戰賽   | 國際挑戰賽 | 男子雙打 | 布里斯·利弗德斯   | 冠軍   |
| 2014年 | 波蘭羽毛球公開賽           | 國際挑戰賽 | 男子單打 | －                | 準決賽 |
| 2014年 | 芬蘭羽毛球公開賽           | 國際挑戰賽 | 男子單打 | －                | 亞軍   |
| 2014年 | 白夜羽毛球賽               | 國際挑戰賽 | 男子單打 | －                | 準決賽 |
| 2014年 | 意大利羽毛球國際賽         | 國際挑戰賽 | 男子雙打 | 布里斯·利弗德斯   | 準決賽 |
| 2015年 | 秘魯羽毛球國際賽           | 國際挑戰賽 | 男子單打 | －                | 亞軍   |
| 2015年 | 秘魯羽毛球國際賽           | 國際挑戰賽 | 男子雙打 | 卢卡斯·克拉尔布特 | 亞軍   |
| 2015年 | 保加利亞羽毛球公開賽       | 國際系列賽 | 男子單打 | －                | 準決賽 |
| 2015年 | 哈爾科夫羽毛球國際賽       | 國際挑戰賽 | 男子單打 | －                | 準決賽 |
| 2015年 | 比利時羽毛球國際賽         | 國際挑戰賽 | 男子單打 | －                | 準決賽 |
| 2016年 | 愛沙尼亞羽毛球國際賽       | 國際系列賽 | 男子單打 | －                | 準決賽 |
| 2016年 | 歐洲男子羽毛球團體錦標賽   | 其他       | 男子團體 | －                | 亞軍   |
| 2016年 | 白夜羽毛球賽               | 國際挑戰賽 | 男子單打 | －                | 亞軍   |
| 2016年 | 比利時羽毛球國際賽         | 國際挑戰賽 | 男子單打 | －                | 冠軍   |
| 2017年 | 奧爾良羽毛球國際挑戰賽     | 國際挑戰賽 | 男子單打 | －                | 亞軍   |
| 2017年 | 蘇格蘭羽毛球大獎賽         | 大獎賽     | 男子單打 | －                | 亞軍   |
| 2018年 | 歐洲羽毛球男子團體錦標賽   | 其他       | 男子團體 | －                | 季軍   |
| 2018年 | 瑞士羽毛球公開賽           | 超級300賽  | 男子單打 | －                | 準決賽 |
| 2018年 | 西班牙羽毛球國際賽         | 國際挑戰賽 | 男子單打 | －                | 亞軍   |
| 2018年 | 地中海運動會羽毛球比賽     | 其他       | 男子單打 | －                | 銀牌   |
| 2019年 | 意大利羽毛球國際賽         | 國際挑戰賽 | 男子單打 | －                | 準決賽 |
| 2020年 | 葡萄牙羽毛球國際賽         | 國際系列賽 | 男子單打 | －                | 亞軍   |
| 2020年 | 葡萄牙羽毛球國際賽         | 國際系列賽 | 男子雙打 | 布里斯·利弗德斯   | 冠軍   |
| 2021年 | 奧地利羽毛球公開賽         | 國際系列賽 | 男子雙打 | 罗南·拉巴尔       | 亞軍   |
| 2021年 | 西班牙羽毛球國際賽         | 國際挑戰賽 | 男子雙打 | 罗南·拉巴尔       | 亞軍   |
| 2021年 | 丹麥羽毛球大師賽           | 國際挑戰賽 | 男子雙打 | 罗南·拉巴尔       | 亞軍   |
| 2022年 | 盧森堡羽毛球公開賽         | 國際系列賽 | 混合雙打 | 雪倫·鮑爾         | 冠軍   |
| 2022年 | 奧地利羽毛球公開賽         | 國際系列賽 | 混合雙打 | 雪倫·鮑爾         | 準決賽 |
| 2022年 | 南特羽毛球國際挑戰賽       | 國際挑戰賽 | 男子雙打 | 罗南·拉巴尔       | 準決賽 |
| 2022年 | 挪威羽毛球國際賽           | 國際系列賽 | 混合雙打 | 雪倫·鮑爾         | 冠軍   |
| 2023年 | 歐洲羽毛球混合團體錦標賽   | 其他       | 混合團體 | －                | 亞軍   |
| 2023年 | 比利時羽毛球國際賽         | 國際挑戰賽 | 男子雙打 | 罗南·拉巴尔       | 準決賽 |
| 2024年 | 歐洲羽毛球男女子團體錦標賽 | 其他       | 男子團體 | －                | 亞軍   |
| 2024年 | 哈薩克羽毛球國際挑戰賽     | 國際挑戰賽 | 男子雙打 | 罗南·拉巴尔       | 冠軍   |

| 2007-2017年 | 首要超級賽 | 超級賽 | 黃金大獎賽 | 大獎賽 | 國際挑戰賽 | 國際系列賽 | 未來系列賽 | 其他 |

| 2018-2026年 | 總決賽 | 超級1000賽 | 超級750賽 | 超級500賽 | 超級300賽 | 超級100賽 | 國際挑戰賽 | 國際系列賽 | 未來系列賽 | 其他 |

### 奧運會和世錦賽參賽紀錄
|          | 搭檔            | 2010 | 2017 | 2018 | 2022 | 2023 | 2024       |
| -------- | --------------- | ---- | ---- | ---- | ---- | ---- | ---------- |
| 男子單打 | －              | －   | 32強 | 64強 | －   | －   | －         |
|          |                 |      |      |      |      |      |            |
| 男子雙打 | 乔里斯·格罗斯让 | 48強 | －   | －   | －   | －   | －         |
| 男子雙打 | 罗南·拉巴尔     | －   | －   | －   | 32強 | 64強 | 小組第三名 |